# کافران اینترنت
کافران اینترنت (به انگلیسی: Internet Infidels, Inc) سازمان آموزشی ناسودبر واقع در کلرادو اسپرینگز است، که در سال ۱۹۹۵ توسط جفری جی لاودر و برت لموین تأسیس گردید. مأموریت آن استفاده از اینترنت برای ترویج این دیدگاه است که نیروها یا موجودات ماوراطبیعه وجود ندارند (طبیعت‌گرایی متافیزیکی). کافران اینترنت وب‌گاهی حاوی منابع آموزشی دربارهٔ ندانم‌گرایی، بی‌خدایی، آزاداندیشی، انسان‌گرایی، سکولاریسم و دیگر دیدگاه‌های خداناباور به ویژه مرتبط به شک‌گرایان و ناباوران به فراطبیعه است. منابع شامل پاسخ‌هایی بر برهان‌های ارائه شده توسط مدافعان مذهبی و فلاسفه خداباور، متن مناظره‌ها بین مؤمنان و ناباوران، و پاسخ به مخالفان جهان‌بینی طبیعت گراست.